# Велика руда
«Велика руда» (рос. «Большая руда») — радянський художній фільм 1964 року, знятий за однойменною повістю Георгія Владімова.

## Сюжет
Віктор Пронякін (Євген Урбанський) приїхав з армії до нареченої (Світлана Жгун), але зрозумівши, що вона не зберігала йому вірність, поїхав світ за очі, і в буфеті на станції зустрів іншу. Попрацювавши деякий час в Криму, Віктор вирішує поїхати працювати на «велику» курську руду, де робота в самому розпалі — всі живуть в очікуванні першої машини з рудою. Бригадир (Всеволод Санаєв) дає йому побитий МАЗ, але наполегливий Віктор приводить машину в порядок. Почалися дощі і вивозити навантажені машини з кар'єру стає небезпечно. Однак Віктор продовжує роботу, озлобивши цим проти себе бригаду. Нарешті він везе перший ківш «великої руди», але машина перекидається на підйомі. Під час операції Віктор вмирає. Його дружина Тамара їде до нього і бачить перший поїзд з рудою та радіючих людей, і ще не знає, що його вже немає в живих.

## У ролях
- Євген Урбанський —  Віктор Пронякін, чоловік Тамари
- Інна Макарова —  Тамара Пронякіна, дружина Віктора
- Лариса Лужина —  Віра
- Станіслав Любшин —  Антон
- Всеволод Санаєв —  бригадир Мацуєв
- Михайло Глузський —  досвідчений шофер
- Борис Юрченко —  Федько
- Роман Хомятов —  молодий водій
- Володимир Трошин —  водій
- Світлана Жгун —  Наташа, колишня наречена Віктора
- Валентин Нікулін —  Володимир Сергійович
- Георгій Жжонов —  хірург
- Ніна Бєлобородова —  медсестра
- Віктор Рождественський —  слідчий
- Геннадій Крашенинников —  автослюсар
- Віра Бурлакова — мати Наташі

## Знімальна група
- Автор сценарію: Георгій Владімов
- Режисер: Василь Ординський
- Оператор: Герман Лавров
- Художники: Арнольд Вайсфельд, Іван Пластинкін
- Композитор: Мікаел Тарівердієв
- Монтаж: Надія Анікєєва
- Диригент: Емін Хачатурян
- Текст пісні: Миколи Добронравова
- Співає Майя Кристалінська (за кадром)